# الإشارة السرية
الإشارة السرية هو (بالإنجليزية:The High Sign) فيلم كوميدي أمريكي صامت قصير أُنتج في سنة 1921 بطولة باستر كيتون، وتأليف وإخراج كيتون وإدوارد إف كلاين.

## طاقم التمثيل
- باستر كيتون
- بارتين بيركيت
- تشارلز دوريتي
- آل سانت جون

## وصلات خارجية
- Senses of Cinema article on "The High Sign"
- الإشارة السرية على موقع IMDb (الإنجليزية)
- الإشارة السرية على موقع أول موفي (الإنجليزية)
- الإشارة السرية على موقع قاعدة بيانات الفيلم (الإنجليزية)
- الإشارة السرية على موقع ليتربوكسد (الإنجليزية)
- الإشارة السرية على موقع كينوبويسك (الروسية)
- The 'High Sign' on يوتيوب
- The High Sign على موقع أول موفي.
- الإشارة السرية متوفر للتحميل المجاني على أرشيف الإنترنت